# Ariyappampalayam
Ariyappampalayam é uma panchayat (vila) no distrito de Erode , no estado indiano de Tamil Nadu.

## Demografia
Segundo o censo de 2001,  Ariyappampalayam  tinha uma população de 12,274 habitantes. Os indivíduos do sexo masculino constituem 50% da população e os do sexo feminino 50%. Ariyappampalayam tem uma taxa de literacia de 54%, inferior à média nacional de 59.5%; com 59% para o sexo masculino e 41% para o sexo feminino. 11% da população está abaixo dos 6 anos de idade.